# Quetzaltenango (departement)
Quetzaltenango is een departement van Guatemala, gelegen in het zuidwesten van het land. De hoofdstad is de gelijknamige stad Quetzaltenango, de tweede stad van Guatemala.
Het departement bestrijkt een oppervlakte van 1951 km² en heeft 799.101 inwoners (2018).
Niet ver van de stad Quetzaltenango bevindt zich de vulkaan de Santa María.

## Gemeenten
Het departement is ingedeeld in 24 gemeenten:
- Almolonga
- Cabricán
- Cajolá
- Cantel
- Coatepeque
- Colomba Costa Cuca
- Concepción Chiquirichapa
- El Palmar
- Flores Costa Cuca
- Génova
- Huitán
- La Esperanza
- Palestina de Los Altos
- Quetzaltenango
- Salcajá
- San Carlos Sija
- San Francisco La Unión
- San Juan Olintepeque
- San Juan Ostuncalco
- San Martín Sacatepéquez
- San Mateo
- San Miguel Sigüilá
- Sibilia
- Zunil

Alta Verapaz · Baja Verapaz · Chimaltenango · Chiquimula · El Progreso · Escuintla · Guatemala · Huehuetenango · Izabal · Jalapa · Jutiapa · Petén · Quetzaltenango · Quiché · Retalhuleu · Sacatepéquez · San Marcos · Santa Rosa · Sololá · Suchitepéquez · Totonicapán · Zacapa